# Bec de Ferrutx
El Bec de Ferrutx (també escrit sovint Farrutx), dit també Bec d'en Ferrutx o simplement En Ferrutx és un puig de 523 m d'altura de la Serra de Llevant, a l'illa de Mallorca, situat dins el terme d'Artà. Pren el nom de l'antiga alqueria islàmica de Ferrutx o Benifarrutx, que es correspon amb la possessió de la Devesa de Ferrutx, les cases de la qual estan situades a baix dels seus cingles.
És la segona muntanya més alta de les Serres de Llevant, després de la Talaia Freda (562 m) i per davant el Puig del Porrassar (492 m), i la tercera més alta de les que no fan part de la Serra de Tramuntana, després del Puig de Randa (540 m) i per davant el Puig de Son Salvador (509 m).

## L'entorn de Ferrutx en la Conquesta de Mallorca
Durant la Conquesta de Mallorca per part del Rei en Jaume, una vegada capturada la Ciutat, gran nombre de sarraïns s'amagaren a les muntanyes per combatre la host catalana, i n'hi hagué que fugiren a les muntanyes d'Artà. Als penyals del Bec de Ferrutx, a la Balma d'en Xoroll, els arqueòlegs han localitzat i excavat un jaciment testimoni dels campaments improvisats que els musulmans establiren a les muntanyes artanenques, i els resultats han revelat que, tal com narra la crònica del Rei en Jaume, els sarraïns (possiblement amazics dels Ayt Iraten) de les coves d'Artà foren assetjats i derrotats al cap de vuit dies, i posteriorment es rendiren i foren capturats com a esclaus. A la Balma d'en Xoroll hom hi va trobar, entre d'altres, tres claus de ferro d'habitatges sarraïns i el cos d'una dona morta durant el setge. Efectivament, tota la contrada de Ferrutx és rica en elements que evoquen aquesta batalla, com el topònim de la Coma dels Captius o la contarella d'en Faraig, un sarraí que, durant la campanya del Rei en Jaume, aconseguí fugir de la mort més enllà del coll que avui en dia porta el seu nom, el Coll d'en Faraig.